# يوليوس هارت
يوليوس هارت Julius Hart (ولد في 9 أبريل 1859 في مونستر - ومات في 7 يوليو 1930 في برلين) هو شاعر ألماني وناقد أدبي ينتمي إلى الحركة الطبيعية. أصدر مع أخيه هاينريش هارت مجلة «معارك نقدية» وبهذه المجلة ساعدا على قيام الحركة الطبيعية وكان لهما الفضل في إثارة العديد من المناقشات حولها.

## حياته
حاول مع شقيقه هاينريش هارت وهما في مرحلة الدراسة إصدار مجلة أدبية بعنوان «القلب والروح» Herz und Geist. وفي عام 1877 اشتركا مع ألبرت جيزه وبيتر هيله في إصدار مجلة الأدب الألماني Deutsche Dichtung فأصدروا ثلاثة أعداد منه. وفي نفس العام انتقل الأخوان إلى برلين إلا أن قلة المال اضطرتهما إلى العودة إلى مونستر. وهناك أصدرا مجلة أوراق ألمانية شهرية Deutsche Monatsblätter في عامي 1878 و1879، كما أسسا في عام 1879 تقويم الأدب الألماني Deutschen Literaturkalender، والتي اشتهرت بعد تغير دار النشر تحت اسم الفرَّاء Der Kürschner.
وفي عام 1881 انتقل الأخوان من جديد إلى برلين. وهناك أصدرا مجلة «معارك نقدية» Kritische Waffengänge بين عامي 1882 و1884، والتي تعتبر بداية تكون الأدب الطبيعي في ألمانيا. وكان الأخوان هارت يكتبان كل المقالات بنفسيهما، وكان على صلات بالكتاب أمثال فيلهلم أرينت وهرمان كونرادي وكارل هينكل. وقد أدت رؤاهم المعتدلة إلى انتقال مركز الحركة الطبيعية إلى ميونخ.
وقد أسس في تلك السنة مجلتين هما Berliner Monatshefte في عام 1885 وKritisches Jahrbuch في عامي 1889 و1890. وقد كتب يوليوس هارت الشعر والنثر الشعري فنشر في عام 1898 أصوات في الليل وهي مجموعة شعرية وأحلام منتصف ليلة صيف في عام 1905 وهي كتاب نصوص من الشعر المنثور، غير أن الشاعر لم يكن مشهورا بقدر الصحفي والناقد والمفكر الأدبي.
وكانت أهميته في قدرته على جمع المفكرين ذوي الاتجاه الفكرى المشترك حوله. لذلك فقد كان ينتمي إلى اتحاد إلى الأمام Durch، الذي كان من بين أعضائه أرنو هولتس ويوهانس شلاف وجرهارت هاوبتمان. وقد أسس هذا الاتحاد في برلين في عام 1887 وما زالت محاضر جلساته التي حوت المناقشات عن بعض القضايا النظرية موجودة حتى اليوم. وكانت الافتراضات العشرة لهذا الاتحاد من أهم الأسس في الحركة الطبيعية. فقد حوت هذه الافتراضات نقدا عنيفا لفنون العصر الإغريقي واعترافا بالعلوم الطبيعية كما طالبت بأدب حديث.
وقد كتب الأخوان يوليوس وهاينريش هارت مقالا تحت عنوان «لأي غرض وضد أي شيء ومن أجل ماذا؟» ونشراه في مجلة «معارك نقدية». وفي عام 1884 أصدرا كتاب «أدباء الحداثة» وهو مختارات لأعمال أدبية حرصا فيه على تأكيد الربط بين الحداثة وعصر ألمانيا الفتاة وعصر العاصفة والاندفاع.
وقد توفي يوليوس هارت في برلين عن عمر يناهز إحدى وسبعين سنة.
وتوجد مخطوطات أعماله في قسم المخطوطات في المكتبة الاتحادية في مدينة دورتموند.

## من أعماله
- إلى الشعر الألماني 1877
- زنزارا (مجموعة شعرية 1879)
- دون خوان تينوريو (تراجيديا في أربعة فصول 1881)
- المستنقع (مسرحية 1886)
- خمس أقاصيص 1888
- أصوات في الليل 1898
- تطور الشعر الجديث في ألمانيا 1896
- انتصار الحياة (قصائد 1898)
- الرب الجديد... إطلالة على القرن المقبل 1899
- أحلام منتصف ليلة صيف 1905

## روابط خارجية
- يوليوس هارت على موقع ميوزك برينز (الإنجليزية)